# Варяжко
Варяжко (ст.‑слав. Варѧжько) ― отрок (младший дружинник) и друг великого князя киевского Ярополка Святославича.
По летописям Варяжко известен как преданный слуга князя Ярополка. В 980 (6488) году (существуют и другие версии относительно даты) во время междоусобной борьбы последнего с Владимиром Святославичем, воевода Ярополка по имени Блуд вступил в тайный сговор с Владимиром. Когда последний осадил Ярополка в Родне Блуд советовал ему выйти к Владимиру для примирения. Варяжко в свою очередь отговаривал Ярополка от этого, уверяя в том, что его ожидает гибель, предлагая при этом бежать к печенегам и вместе с ними идти на Владимира. Ярополк не внял его советам и был убит на глазах Варяжко. Последнему удалось бежать к печенегам, вместе с которыми он длительное время вёл борьбу с Владимиром, мстя за смерть своего князя, который также являлся ему и другом. В дальнейшем Владимиру с трудом удалось переманить Варяжко к себе на службу, дав клятвенное обещание не причинять ему никакого зла.

## Образ в кино
- «Викинг» (Россия; 2016) режиссёр Андрей Кравчук, в роли Варяжко — Игорь Петренко